# Wurzelzement

Zahnquerschnitt

Das Zement (lateinisch Cementum, seltener Substantia ossea dentis) ist ein Bestandteil des Zahnes, der dem Dentin im Zahnwurzelbereich aufliegt. Es ist ein Teil des Zahnhalteapparats und besteht zu 65 % aus Mineralien (vor allem Hydroxylapatit), zu 23 % aus einem organischen Anteil – mineralisierten kollagenen Fasern und Zementozyten – und zu 12 % aus Wasser. Die Grundsubstanz des Zahnzements ähnelt somit jener des Faserknochens.
Wurzelzement ist permeabel, hat eine gelbe Farbe und ist weicher als Dentin, aber so hart wie Knochen. Das Wurzelzement dient der Verankerung der Sharpeyschen Fasern des Zahnhalteapparates.

## Formen
Wurzelzement findet sich in vier Formen:
- Azellulär-afibillär: Schmelzoberfläche („Zementinseln“, „Zementzungen“)
- Azelluläres Fremdfaserzement (AFZ): im zahnhalsseitigen (zervikales) und mittleren Wurzeldrittel, nur hier sind die Sharpey-Fasern befestigt („Verankerungszement“)
- Zelluläres Eigenfaserzement (ZEZ): „Reparaturzement“
- Zelluläres Gemischtfaserzement (ZGZ): im mittleren, vor allem apikalen Wurzeldrittel und interradikulär; Schichten aus ZEZ und AFZ übereinander

Das Zement wird wie das Dentin zeitlebens von Zementoblasten gebildet. Zement, das nach der Zahnentwicklung gebildet wird, wird auch als sekundäres Zement bezeichnet.
Der Kontakt der externen Basallamina des Saumepithels mit intaktem Zahnzement verhindert eine apikalwärts gerichtete Proliferation des Saumepithels. Azellulärer Zement wird nur bis zum Abschluss des Wurzelwachstums eines Zahnes gebildet. Vitale Zementoblasten schützen zusammen mit den Zellen des Desmodonts die Wurzeloberfläche vor Auflösung durch die Osteoklasten des Alveolarknochens.